# 直效营销
直接行銷（英語：Direct Marketing），又称作“直接式行销”或“直效行銷”，實務上等同「直接反應行銷」（direct response marketing)，是指企图直接通过可确定客人地址的媒体（或媒介）向客户传递沟通信息，例如通过實體邮寄和电子邮件或面对面沟通，客戶也可透過業者提供的免費回郵、電話、或網頁來直接向業者購買或訂閱。直接行销不同于通常的广告传播，它并不借助第三方媒体（如報紙或電視網）传递廣告信息，商品或者服务的信息會透過（通常是）其業者自營的媒介管道（如電視購物頻道或電子商務網站）直接傳送給目标客户。

## 目的和应用范围
直效营销旨在与顾客建立长期关系（即“直接关系行销”），营销业者对营销数据库中选出的客户经常性地寄出产品目录、商品杂志等资料，甚至是生日贺卡或试用品等小礼品。
直接行銷常被航空公司、酒店集团等服务业企业大量使用，目的在于建立强有力的供应商与顾客的关系。

## 通路分類
直接行銷的通路：
- 面對面推銷（即“ 直銷”，直銷的英文為direct selling）
- DM
  - 產品目錄
- 電話行銷
- 電視頻道（即：電視購物）
- 網路（即：電子商務）